# Rothenbrunnen
Rothenbrunnen (rétorománsky Giuvaulta) je obec ve švýcarském kantonu Graubünden, okresu Viamala. Nachází se v údolí Zadního Rýna, asi 12 kilometrů jihozápadně od kantonálního hlavního města Churu, v nadmořské výšce 625 metrů. Má zhruba 300 obyvatel.
Obec je známá zejména jodizovanými minerálními prameny, které jsou vyobrazeny i v jejím znaku.

## Geografie
Obec leží v údolí Domleschg na pravém břehu Zadního Rýna, na západním úpatí masivu Stätzerhorn. K obci náleží oblast se statkem Ravetsch (rétorománsky Ravetg). Z celkové rozlohy obce 310 ha je 210 ha pokryto lesy a lesními porosty. Pouze 36 ha lze využít pro zemědělství. Kromě toho je zde 35 ha neproduktivní půdy a 29 ha zastavěné plochy.

## Historie

Historický pohled na obec a údolí Rýna

Neolitické a římské nálezy ukazují na ranou tranzitní cestu, stejně jako hrady Hochjuvalt a Innerjuvalt, které byly postaveny ve 13. století. Rothenbrunnen byl tranzitním místem na tranzitní trase na pravém břehu Rýna.
Rothenbrunnen byl v roce 1472 zmiňován jako „Hof Juvalt“ (rétorománsky Giuvaulta) a v roce 1572 jako „zum roten Brunnen“. Rothenbrunnen patřil církevně k Tumeglu a po reformaci na konci 16. století k Almensu. Reformovaný kostel byl postaven v roce 1741. Kolem roku 1848 došlo k oddělení od Tumeglu. Rothenbrunnen byl do roku 1851 jednou ze čtvrtí dvorské obce Ortenstein im Bodne.
Místní šlechtický rod a tehdejší majitelé obce Friien von Juvalt byli německého původu a říkali si von Juvalt. Juvalta je jméno římských rodin z Bergünu a Zuozu. Páni z Juvaltu postavili hrady Hochjuvalt a Niederburg v obci Rothenbrunnen, které sloužily jako hráz přehrazující říšskou silnici a jako celní stanice, a také hrad Innerjuvalt.

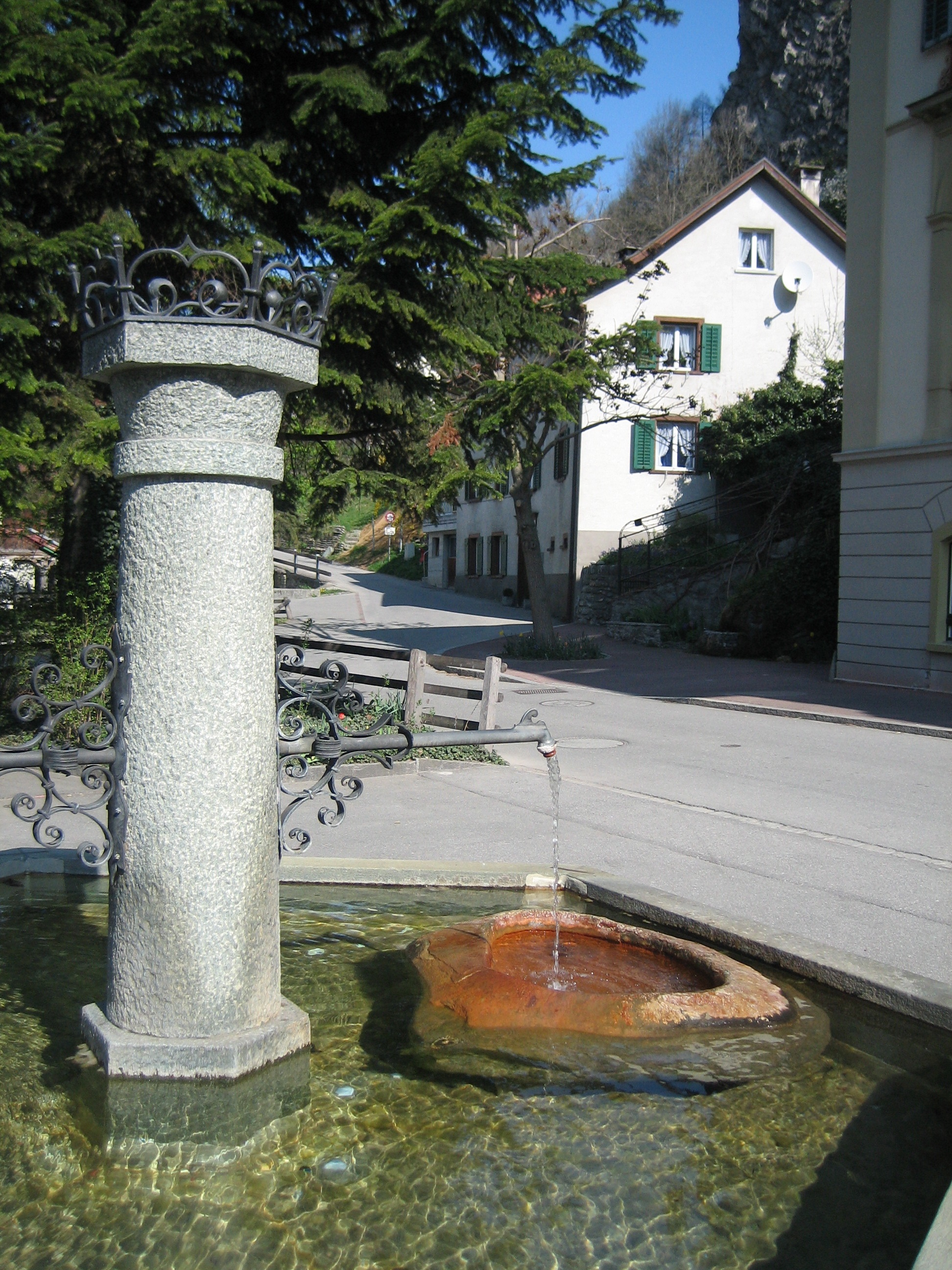
Obecní kašna s vodou z jodizovaných pramenů

První most přes Rýn byl postaven v roce 1828. Od roku 1836 byla provedena úprava koryta Rýna. 
V roce 1896 byla postavena stanice Rhétské dráhy na trati Landquart–Thusis (avšak na katastru sousední obce Cazis) a v letech 1896–1897 byla do obce vybudována silnice. V roce 1922 byl postaven kantonální domov důchodců a pobočka psychiatrické kliniky Cazis. V letech 1935 a 1961 byl postaven dětský domov a zvláštní škola. V důsledku výstavby dálnice v roce 1983 provedla obec další úpravy katastru a melioraci.
Během druhé světové války byla v úzkém údolí Rothenbrunnenu a ve skalnaté oblasti Hochjuvalt vybudována přehrada Rothenbrunnen.

## Obyvatelstvo
| Vývoj počtu obyvatel | Vývoj počtu obyvatel | Vývoj počtu obyvatel | Vývoj počtu obyvatel | Vývoj počtu obyvatel | Vývoj počtu obyvatel | Vývoj počtu obyvatel | Vývoj počtu obyvatel | Vývoj počtu obyvatel | Vývoj počtu obyvatel | Vývoj počtu obyvatel | Vývoj počtu obyvatel | Vývoj počtu obyvatel | Vývoj počtu obyvatel |
| -------------------- | -------------------- | -------------------- | -------------------- | -------------------- | -------------------- | -------------------- | -------------------- | -------------------- | -------------------- | -------------------- | -------------------- | -------------------- | -------------------- |
| Rok                  | 1803                 | 1850                 | 1900                 | 1950                 | 1980                 | 1990                 | 2000                 | 2005                 | 2010                 | 2012                 | 2014                 | 2016                 |                      |
| Počet obyvatel       | 64                   | 92                   | 77                   | 247                  | 403                  | 330                  | 422                  | 303                  | 314                  | 310                  | 309                  | 304                  |                      |

### Jazyky
Až do roku 1800 mluvili téměř všichni obyvatelé obce jazykem sutselvisch, místním dialektem rétorománštiny. Již ve druhé polovině 19. století však dochází k soustavné změně jazyka na němčinu. Zatímco v roce 1880 mluvilo 71 % obyvatel rétorománsky, v roce 1900 zde byla poprvé relativní většina německy mluvících obyvatel – 49 % proti 47 % mluvčích rétorománštiny. Od roku 1910 je němčina většinovým jazykem s 63 % obyvatelstva. Do roku 1941 klesl podíl rétorománštiny na 18 %. Tento proces eroze pokračuje v oslabené podobě stále. Dříve také rozšířenou italštinu používají již pouze jednotky místních obyvatel. Vývoj v posledních desetiletích přibližuje následující tabulka:
| Jazyky v Rothenbrunnenu |                   |                   |                   |                   |                   |                   |
| Jazyk                   | Sčítání lidu 1980 | Sčítání lidu 1980 | Sčítání lidu 1990 | Sčítání lidu 1990 | Sčítání lidu 2000 | Sčítání lidu 2000 |
| Jazyk                   | Počet             | Podíl             | Počet             | Podíl             | Počet             | Podíl             |
| Němčina                 | 265               | 65,76 %           | 254               | 76,97 %           | 351               | 83,18 %           |
| Rétorománština          | 44                | 10,92 %           | 32                | 9,70 %            | 32                | 7,58 %            |
| Italština               | 69                | 17,12 %           | 11                | 3,33 %            | 7                 | 1,66 %            |
| Počet obyvatel          | 403               | 100 %             | 330               | 100 %             | 422               | 100 %             |

## Doprava

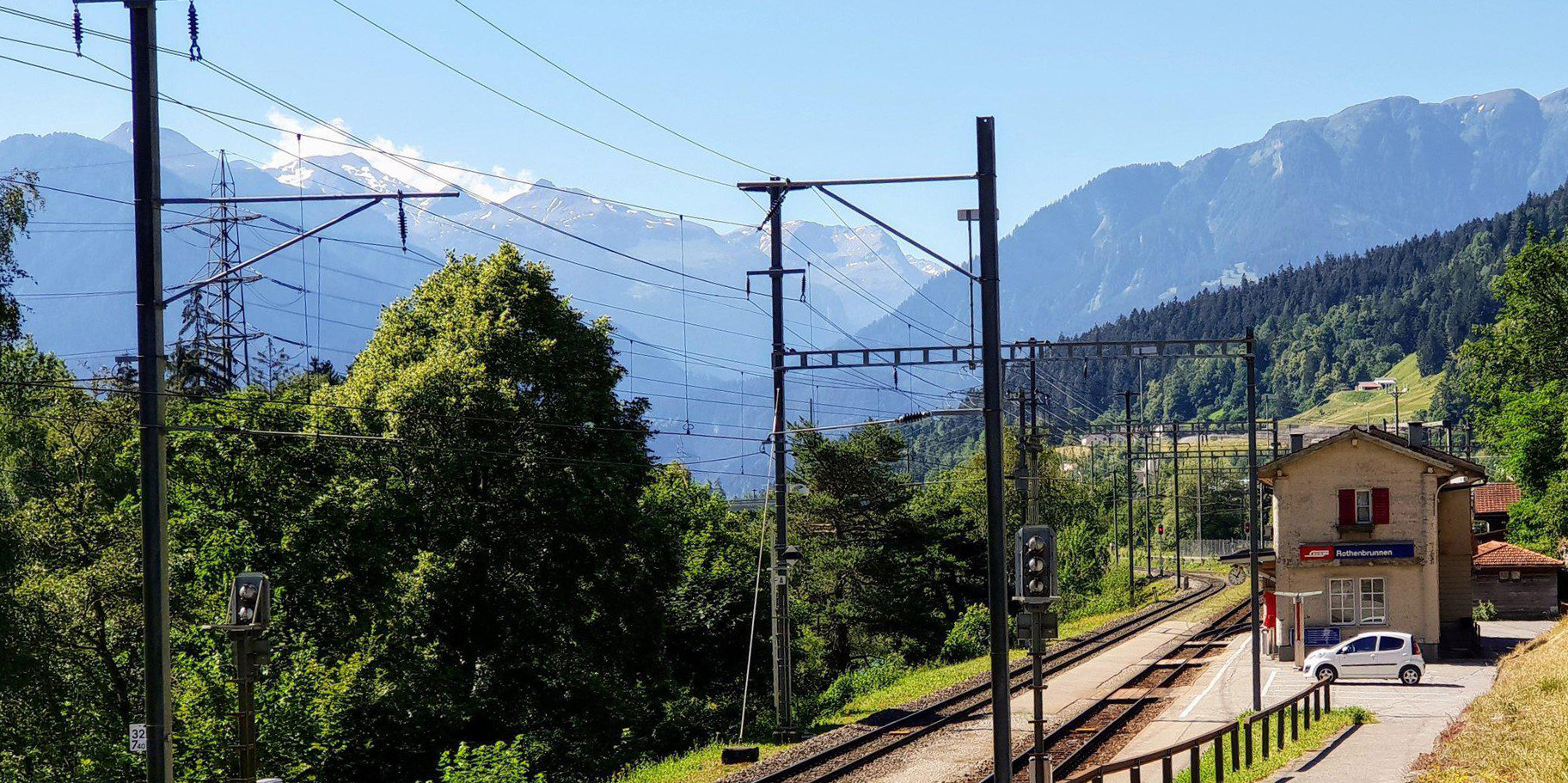
Železniční stanice Rothenbrunnen

Obec leží nedaleko dálnice A13 v trase St. Margrethen – Chur – Bellinzona (nejbližší exit 20 Rothenbrunnen). Železniční stanice Rothenbrunnen se nachází na trati Landquart–Thusis Rhétské dráhy, na kterou plynule navazuje známá Albulská dráha.